# Nitro (groupe musical)
Nitro est un groupe de glam et heavy metal américain, originaire de Hollywood, en Californie. Formé par le chanteur Jim Gillette et le guitariste Michael Angelo Batio en 1987, le groupe se sépare en 1993 après deux albums studio.

## Biographie

### Formation et débuts (1987–1991)
En 1987, Jim Gillette publie son premier album solo, Proud to Be Loud, qui fait participer le guitariste Michael Angelo Batio et le bassiste T. J. Racer. Gillette, Batio et Racer, aux côtés du batteur Bobby Rock de Vinnie Vincent Invasion, forment par la suite Nitro après la sortie de l'album,. Souhaitant se joindre au groupe, Rock en appelle à Gillette et Batio le recrute expliquant qu'ils « souhaitaient enregistrer l'album qui en mette le plus plein la vue. »
Nitro signe avec Rampage Records, un sous-label de Rhino Entertainment, après son premier show, durant lequel Gillette aurait brisé trois bouteilles de vin rien qu'avec sa voix. Le groupe enregistre son premier album, O.F.R. au Front Page Productions de Costa Mesa, en Californie, avec le producteur Charlie Watts et le publie en 1989. Rock quitte le groupe peu après les enregistrements, et est remplacé par K.C. Comet pour leur tournée à venir. Comet participe aussi au clip des chansons Freight Train et Long Way from Home.

### Deuxième album et séparation (1991–1993)
Après la tournée promotionnelle de O.F.R., Racer et Comet quittent Nitro et sont remplacés par Ralph Carter et Johnny Thunder, respectivement,. La nouvelle formation enregistre la suite de O.F.R., intitulée Nitro II: H.W.D.W.S., qui est publiée un an plus tard, et qui comprend une reprise de la chanson Cat Scratch Fever de Ted Nugent. Le groupe se sépare en 1993,.
Après la dissolution du groupe, le label M.A.C.E. Music d'Angelo publie une compilation, qui comprend d'anciennes démos de Nitro, intitulée Gunnin' for Glory en 1999,. Concernant une possible réunion de Nitro en 2008, Gillette répond que  « ce serait une bonne idée », mais que ça prendrait du temps à atteindre le même niveau vocal qu'avant.

## Membres

### Derniers membres
- Jim Gillette - chant (1987–1993)
- Michael Angelo Batio - guitare, basse (1987–1993)
- Ralph Carter - basse (1991–1993)
- Johny Thunder - batterie (1991–1993)

### Anciens membres
- T.J. Racer - basse (1987–1989)
- Paul Cammarata - batterie (1987–1991)
- K.C. Comet - batterie (1989–1991)

## Discographie
- 1987 : Proud to Be Loud (album solo de Jim Gilette)
- 1989 : O.F.R.
- 1991 : Nitro II: H.W.D.W.S.
- 1998 : Gunnin for Glory

## Vidéos
- Freight Train (O.F.R)
- Long Way From Home (O.F.R)
- Cat Scratch Fever (Nitro II: H.W.D.W.S.)